# Menemerus nigli
Menemerus nigli é uma espécie de aranha saltadora do gênero Menemerus originária da Ásia. O macho foi identificado em 2012 por Wanda Wesołowska e Mario Freudenschuss, e a fêmea por Pir Asmat Ali, Wayne Maddison. Muhammad Zahid e Abida Buttin em 2018. A aranha é de tamanho médio, tipicamente 4,89 milímetros (0,193 pol) de comprimento, com carapaça marrom-escura e abdômen marrom-acinzentado com um padrão distinto de creme e branco criado por pequenos pêlos. Foi originalmente encontrado na Índia, Paquistão e Tailândia, mas também foi introduzido na América Latina, sendo os primeiros espécimes identificados no Brasil em 2020. Parece prosperar entre as paredes de estuque iluminadas pelo sol, comuns nas cidades da região. Menemerus nigli é usado como um exemplo da capacidade das espécies que se adaptam à habitação humana de expandir seu nicho ecológico e se tornarem espécies globais.

## Taxonomia

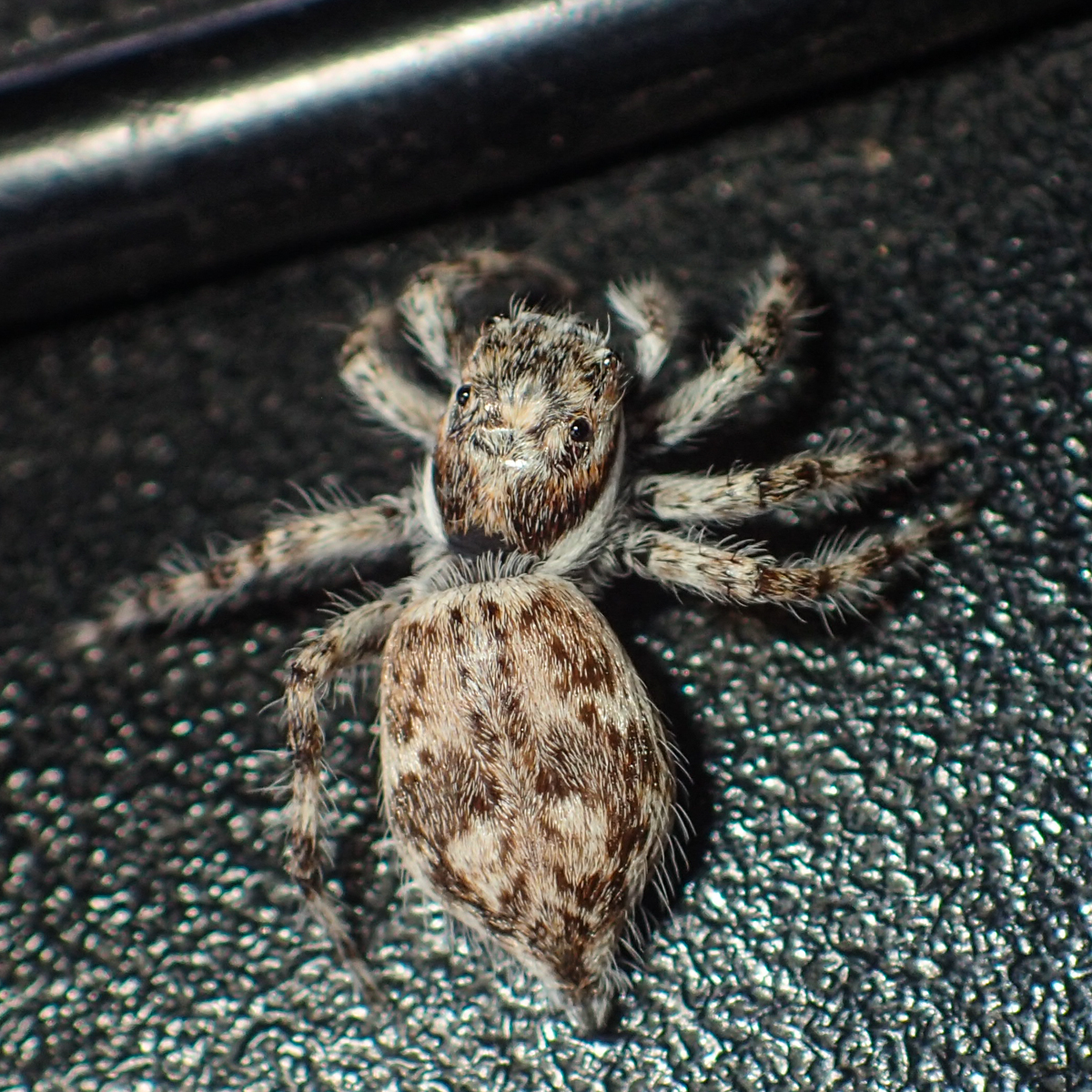
M. nigli do Camboja

Descrita pela primeira vez por Wanda Wesołowska e Mario Freudenschuss em 2012, a aranha foi alocada ao gênero Menemerus. É uma das mais de 500 espécies identificadas pela aracnóloga polonesa ao longo de sua carreira. O gênero foi descrito pela primeira vez em 1868 por Eugène Simon e contém mais de 60 espécies. O nome do gênero deriva de duas palavras gregas, significando certamente e diurno. O gênero compartilha algumas características, incluindo ter êmbolos estreitos, ovais e fixos, com os gêneros Hypaeus e Pellenes. A análise genética mostrou que o gênero está relacionado aos gêneros Helvetia e Phintella e é classificado na tribo Chrysillini. A espécie é dedicada a Johannes Nigl, um mentor e amigo de Freudenschuss.